# Mistrovství světa ve fotbale 1958
6. Mistrovství světa ve fotbale se konalo od 8. června do 29. června 1958 ve Švédsku. Finále se hrálo 29. června 1958. Celkem padlo na turnaji 126 branek, což je v průměru 3,6 branky na zápas.
Nejlepším střelcem turnaje se stal se 13 brankami Just Fontaine z Francie. Hvězdy mistrovství světa: Pelé, Didi (oba Brazílie), Just Fontaine (Francie).

## Stupně vítězů
| Zlato    | Stříbro | Bronz   | 4. místo |
| -------- | ------- | ------- | -------- |
| Brazílie | Švédsko | Francie | NSR      |

## Kvalifikace
Kvalifikace se zúčastnilo 55 fotbalových reprezentací, které bojovaly o 14 místenek na závěrečném turnaji. Pořadatelské Švédsko spolu s obhájcem titulu – SRN měli účast jistou.

### Kvalifikované týmy
| Vlajka         | Stát Archivováno 5. 9. 2015 na Wayback Machine. | Soupisky                                    |
| -------------- | ----------------------------------------------- | ------------------------------------------- |
| Rakousko       | Rakousko (Evropa)                               | Archivováno 6. 3. 2016 na Wayback Machine.  |
| Československo | Československo (Evropa)                         | Archivováno 6. 3. 2016 na Wayback Machine.  |
| Anglie         | Anglie (Evropa)                                 | Archivováno 6. 3. 2016 na Wayback Machine.  |
| Francie        | Francie (Evropa)                                | [nedostupný zdroj]                          |
| Německo        | NSR (Evropa)                                    | Archivováno 6. 3. 2016 na Wayback Machine.  |
| Maďarsko       | Maďarsko (Evropa)                               | Archivováno 6. 3. 2016 na Wayback Machine.  |
| Severní Irsko  | Severní Irsko (Evropa)                          | Archivováno 5. 3. 2016 na Wayback Machine.  |
| Skotsko        | Skotsko (Evropa)                                | Archivováno 6. 3. 2016 na Wayback Machine.  |
| Sovětský svaz  | SSSR (Evropa)                                   | Archivováno 6. 3. 2016 na Wayback Machine.  |
| Švédsko        | Švédsko (Evropa)                                | Archivováno 5. 3. 2016 na Wayback Machine.  |
| Wales          | Wales (Evropa)                                  |                                             |
| Jugoslávie     | Jugoslávie (Evropa)                             | [nedostupný zdroj]                          |
| Mexiko         | Mexiko (Střední Amerika)                        | Archivováno 5. 3. 2016 na Wayback Machine.  |
| Argentina      | Argentina (Jižní Amerika)                       | Archivováno 6. 3. 2016 na Wayback Machine.  |
|                | Brazílie (Jižní Amerika)                        | Archivováno 19. 4. 2018 na Wayback Machine. |
|                | Paraguay (Jižní Amerika)                        | Archivováno 6. 3. 2016 na Wayback Machine.  |

## Skupinová fáze

### Skupina A
| Tým            | Z | V | R | P | VG | IG | VG/IG | B |
| -------------- | - | - | - | - | -- | -- | ----- | - |
| SRN            | 3 | 1 | 2 | 0 | 7  | 5  | 1.40  | 4 |
| Severní Irsko  | 3 | 1 | 1 | 1 | 4  | 5  | 0.80  | 3 |
| Československo | 3 | 1 | 1 | 1 | 8  | 4  | 2.00  | 3 |
| Argentina      | 3 | 1 | 0 | 2 | 5  | 10 | 0.50  | 2 |

- Týmy  Severní Irsko a  Československo měly stejný počet bodů, a tak rozhodl dodatečný zápas o postup.

| 8. června 1958 19:00 (SEČ) |        |             |                                                              |
| SRN                        | 3 – 1  | Argentina   | Malmö Stadion, Malmö diváci: 31 156 rozhodčí: Leafe (Anglie) |
| Rahn 32', 79' Seeler 42'   | Report | Corbatta 3' | Malmö Stadion, Malmö diváci: 31 156 rozhodčí: Leafe (Anglie) |

| 8. června 1958 19:00 (SEČ) |        |                |                                                                   |
| Severní Irsko              | 1 – 0  | Československo | Örjans Vall, Halmstad diváci: 10 647 rozhodčí: Seipelt (Rakousko) |
| Cush 21'                   | Report |                | Örjans Vall, Halmstad diváci: 10 647 rozhodčí: Seipelt (Rakousko) |

| 11. června 1958 19:00 (SEČ)               |        |               |                                                                 |
| Argentina                                 | 3 – 1  | Severní Irsko | Örjans Vall, Halmstad diváci: 14 174 rozhodčí: Ahlner (Švédsko) |
| Corbatta 37' (pen.) Menéndez 56' Avio 60' | Report | McParland 4'  | Örjans Vall, Halmstad diváci: 14 174 rozhodčí: Ahlner (Švédsko) |

| 11. června 1958 19:00 (SEČ) |        |                             |                                                                                 |
| SRN                         | 2 – 2  | Československo              | Olympiastadion Helsingborg, Helsingborg diváci: 25 000 rozhodčí: Ellis (Anglie) |
| Schäfer 60' Rahn 71'        | Report | Dvořák 24' (pen.) Zikán 42' | Olympiastadion Helsingborg, Helsingborg diváci: 25 000 rozhodčí: Ellis (Anglie) |

| 15. června 1958 19:00 (SEČ) |        |                    |                                                                    |
| SRN                         | 2 – 2  | Severní Irsko      | Malmö Stadion, Malmö diváci: 21 990 rozhodčí: Campos (Portugalsko) |
| Rahn 20' Seeler 78'         | Report | McParland 18', 60' | Malmö Stadion, Malmö diváci: 21 990 rozhodčí: Campos (Portugalsko) |

| 15. června 1958 19:00 (SEČ)                            |        |                     |                                                                                 |
| Československo                                         | 6 – 1  | Argentina           | Olympiastadion Helsingborg, Helsingborg diváci: 16 418 rozhodčí: Ellis (Anglie) |
| Dvořák 8' Zikán 17', 39' Feureisl 68' Hovorka 81', 89' | Report | Corbatta 64' (pen.) | Olympiastadion Helsingborg, Helsingborg diváci: 16 418 rozhodčí: Ellis (Anglie) |

#### Dodatečný zápas o postup
| 17. června 1958 19:00 (SEČ) |                   |                |                                                               |
| Severní Irsko               | 2 – 1 (po prodl.) | Československo | Malmö Stadion, Malmö diváci: 6 196 rozhodčí: Guigue (Francie) |
| McParland 44', 97'          | Report            | Zikán 18'      | Malmö Stadion, Malmö diváci: 6 196 rozhodčí: Guigue (Francie) |

### Skupina B
| Tým        | Z | V | R | P | VG | IG | VG/IG | B |
| ---------- | - | - | - | - | -- | -- | ----- | - |
| Francie    | 3 | 2 | 0 | 1 | 11 | 7  | 1.57  | 4 |
| Jugoslávie | 3 | 1 | 2 | 0 | 7  | 6  | 1.17  | 4 |
| Paraguay   | 3 | 1 | 1 | 1 | 9  | 12 | 0.75  | 3 |
| Skotsko    | 3 | 0 | 1 | 2 | 4  | 6  | 0.67  | 1 |

- O prvním místě Francie rozhodl gólový průměr. Dodatečný zápas se nemusel hrát, protože toto umístění nerohodovalo o postupu.

| 8. června 1958 19:00 (SEČ)                                             |        |                                     |                                                                            |
| Francie                                                                | 7 – 3  | Paraguay                            | Idrottsparken, Norrköping diváci: 16 500 rozhodčí: Gardeazabal (Španělsko) |
| Fontaine 24', 30', 67' Piantoni 52' Wisnieski 61' Kopa 70' Vincent 83' | Report | Amarilla 20', 44' (pen.) Romero 50' | Idrottsparken, Norrköping diváci: 16 500 rozhodčí: Gardeazabal (Španělsko) |

| 8. června 1958 19:00 (SEČ) |        |            |                                                                   |
| Jugoslávie                 | 1 – 1  | Skotsko    | Arosvallen, Västerås diváci: 9 500 rozhodčí: Wyssling (Švýcarsko) |
| Petaković 6'               | Report | Murray 49' | Arosvallen, Västerås diváci: 9 500 rozhodčí: Wyssling (Švýcarsko) |

| 11. června 1958 19:00 (SEČ)        |        |                  |                                                                          |
| Jugoslávie                         | 3 – 2  | Francie          | Arosvallen, Västerås diváci: 12 000 rozhodčí: Benjamin Griffiths (Wales) |
| Petaković 16' Veselinović 63', 88' | Report | Fontaine 4', 85' | Arosvallen, Västerås diváci: 12 000 rozhodčí: Benjamin Griffiths (Wales) |

| 11. června 1958 19:00 (SEČ) |        |                       |                                                                       |
| Paraguay                    | 3 – 2  | Skotsko               | Idrottsparken, Norrköping diváci: 12 000 rozhodčí: Orlandini (Itálie) |
| Agüero 4' Ré 45' Parodi 73' | Report | Mudie 24' Collins 74' | Idrottsparken, Norrköping diváci: 12 000 rozhodčí: Orlandini (Itálie) |

| 15. června 1958 19:00 (SEČ) |        |           |                                                                |
| Francie                     | 2 – 1  | Skotsko   | Eyravallen, Örebro diváci: 13 500 rozhodčí: Brozzi (Argentina) |
| Kopa 22' Fontaine 44'       | Report | Baird 58' | Eyravallen, Örebro diváci: 13 500 rozhodčí: Brozzi (Argentina) |

| 15. června 1958 19:00 (SEČ)      |        |                                           |                                                                               |
| Paraguay                         | 3 – 3  | Jugoslávie                                | Tunavallen, Eskilstuna diváci: 12 000 rozhodčí: Martin Macko (Československo) |
| Parodi 20' Agüero 52' Romero 80' | Report | Ognjanović 18' Veselinović 21' Rajkov 73' | Tunavallen, Eskilstuna diváci: 12 000 rozhodčí: Martin Macko (Československo) |

### Skupina C
| Tým      | Z | V | R | P | VG | IG | VG/IG | B |
| -------- | - | - | - | - | -- | -- | ----- | - |
| Švédsko  | 3 | 2 | 1 | 0 | 5  | 1  | 5.00  | 5 |
| Wales    | 3 | 0 | 3 | 0 | 2  | 2  | 1.00  | 3 |
| Maďarsko | 3 | 1 | 1 | 1 | 6  | 3  | 2.00  | 3 |
| Mexiko   | 3 | 0 | 1 | 2 | 1  | 8  | 0.13  | 1 |

- Týmy  Wales a  Maďarsko měly stejný počet bodů, a tak o postupu rozhodl dodatečný zápas.

| 8. června 1958 14:00 (SEČ)             |        |        |                                                         |
| Švédsko                                | 3 – 0  | Mexiko | Råsunda, Solna diváci: 45 000 rozhodčí: Latychev (SSSR) |
| Simonsson 17', 64' Liedholm 57' (pen.) | Report |        | Råsunda, Solna diváci: 45 000 rozhodčí: Latychev (SSSR) |

| 8. června 1958 19:00 (SEČ) |        |                |                                                                  |
| Maďarsko                   | 1 – 1  | Wales          | Jernvallen, Sandviken diváci: 20 000 rozhodčí: Codesal (Uruguay) |
| Bozsik 5'                  | Report | J. Charles 27' | Jernvallen, Sandviken diváci: 20 000 rozhodčí: Codesal (Uruguay) |

| 11. června 1958 19:00 (SEČ) |        |                  |                                                              |
| Mexiko                      | 1 – 1  | Wales            | Råsunda, Solna diváci: 25 000 rozhodčí: Lemesic (Jugoslávie) |
| Belmonte 89'                | Report | I. Allchurch 32' | Råsunda, Solna diváci: 25 000 rozhodčí: Lemesic (Jugoslávie) |

| 12. června 1958 19:00 (SEČ) |        |           |                                                         |
| Švédsko                     | 2 – 1  | Maďarsko  | Råsunda, Solna diváci: 40 000 rozhodčí: Mowat (Skotsko) |
| Hamrin 34', 55'             | Report | Tichy 77' | Råsunda, Solna diváci: 40 000 rozhodčí: Mowat (Skotsko) |

| 15. června 1958 14:00 (SEČ) |        |       |                                                             |
| Švédsko                     | 0 – 0  | Wales | Råsunda, Solna diváci: 35 000 rozhodčí: Van Nuffel (Belgie) |
|                             | Report |       | Råsunda, Solna diváci: 35 000 rozhodčí: Van Nuffel (Belgie) |

| 15. června 1958 19:00 (SEČ)            |        |        |                                                                  |
| Maďarsko                               | 4 – 0  | Mexiko | Jernvallen, Sandviken diváci: 13 300 rozhodčí: Eriksson (Finsko) |
| Tichy 19', 46' Sándor 54' Bencsics 69' | Report |        | Jernvallen, Sandviken diváci: 13 300 rozhodčí: Eriksson (Finsko) |

#### Dodatečný zápas o postup
| 17. června 1958 19:00 (SEČ) |        |           |                                                         |
| Wales                       | 2 – 1  | Maďarsko  | Råsunda, Solna diváci: 20 000 rozhodčí: Latychev (SSSR) |
| I. Allchurch 55' Medwin 76' | Report | Tichy 33' | Råsunda, Solna diváci: 20 000 rozhodčí: Latychev (SSSR) |

### Skupina D
| Tým           | Z | V | R | P | VG | IG | VG/IG | B |
| ------------- | - | - | - | - | -- | -- | ----- | - |
| Brazílie      | 3 | 2 | 1 | 0 | 5  | 0  | ∞     | 5 |
| Sovětský svaz | 3 | 1 | 1 | 1 | 4  | 4  | 1.00  | 3 |
| Anglie        | 3 | 0 | 3 | 0 | 4  | 4  | 1.00  | 3 |
| Rakousko      | 3 | 0 | 1 | 2 | 2  | 7  | 0.29  | 1 |

- Týmy  Sovětský svaz a  Anglie měly stejný počet bodů, a tak o postupu rozhodl dodatečný zápas.

| 8. června 1958 19:00 (SEČ)         |        |          |                                                                    |
| Brazílie                           | 3 – 0  | Rakousko | Rimnersvallen, Uddevalla diváci: 17 778 rozhodčí: Guigue (Francie) |
| Mazzola 37', 85' Nílton Santos 50' | Report |          | Rimnersvallen, Uddevalla diváci: 17 778 rozhodčí: Guigue (Francie) |

| 8. června 1958 19:00 (SEČ) |        |                             |                                                            |
| Sovětský svaz              | 2 – 2  | Anglie                      | Ullevi, Göteborg diváci: 49 348 rozhodčí: Zsolt (Maďarsko) |
| Simonjan 13' A. Ivanov 56' | Report | Kevan 66' Finney 85' (pen.) | Ullevi, Göteborg diváci: 49 348 rozhodčí: Zsolt (Maďarsko) |

| 11. června 1958 19:00 (SEČ) |        |        |                                                       |
| Brazílie                    | 0 – 0  | Anglie | Ullevi, Göteborg diváci: 40 895 rozhodčí: Dusch (NSR) |
|                             | Report |        | Ullevi, Göteborg diváci: 40 895 rozhodčí: Dusch (NSR) |

| 11. června 1958 19:00 (SEČ) |        |          |                                                              |
| Sovětský svaz               | 2 – 0  | Rakousko | Ryavallen, Borås diváci: 21 239 rozhodčí: Jorgensen (Dánsko) |
| Iljin 15' V. Ivanov 62'     | Report |          | Ryavallen, Borås diváci: 21 239 rozhodčí: Jorgensen (Dánsko) |

| 15. června 1958 19:00 (SEČ) |        |                       |                                                                   |
| Anglie                      | 2 – 2  | Rakousko              | Ryavallen, Borås diváci: 15 872 rozhodčí: Bronkhorst (Nizozemsko) |
| Haynes 56' Kevan 74'        | Report | Koller 15' Körner 71' | Ryavallen, Borås diváci: 15 872 rozhodčí: Bronkhorst (Nizozemsko) |

| 15. června 1958 19:00 (SEČ) |        |               |                                                            |
| Brazílie                    | 2 – 0  | Sovětský svaz | Ullevi, Göteborg diváci: 50 928 rozhodčí: Guigue (Francie) |
| Vavá 3', 77'                | Report |               | Ullevi, Göteborg diváci: 50 928 rozhodčí: Guigue (Francie) |

#### Dodatečný zápas o postup
| 17. června 1958 19:00 (SEČ) |        |        |                                                       |
| Sovětský svaz               | 1 – 0  | Anglie | Ullevi, Göteborg diváci: 23 182 rozhodčí: Dusch (NSR) |
| Iljin 69'                   | Report |        | Ullevi, Göteborg diváci: 23 182 rozhodčí: Dusch (NSR) |

## Vyřazovací fáze

### Čtvrtfinále
| 19. června 1958 19:00 (SEČ)                  |        |               |                                                                            |
| Francie                                      | 4 – 0  | Severní Irsko | Idrottsparken, Norrköping diváci: 12 000 rozhodčí: Gardeazabal (Španělsko) |
| Wisnieski 22' Fontaine 55', 63' Piantoni 68' | Report |               | Idrottsparken, Norrköping diváci: 12 000 rozhodčí: Gardeazabal (Španělsko) |

| 19. června 1958 19:00 (SEČ) |        |               |                                                        |
| Švédsko                     | 2 – 0  | Sovětský svaz | Råsunda, Solna diváci: 45 000 rozhodčí: Leafe (Anglie) |
| Hamrin 49' Simonsson 88'    | Report |               | Råsunda, Solna diváci: 45 000 rozhodčí: Leafe (Anglie) |

| 19. června 1958 19:00 (SEČ) |        |       |                                                              |
| Brazílie                    | 1 – 0  | Wales | Ullevi, Göteborg diváci: 25 000 rozhodčí: Seipelt (Rakousko) |
| Pelé 66'                    | Report |       | Ullevi, Göteborg diváci: 25 000 rozhodčí: Seipelt (Rakousko) |

| 19. června 1958 19:00 (SEČ) |        |            |                                                                    |
| SRN                         | 1 – 0  | Jugoslávie | Malmö Stadion, Malmö diváci: 20 000 rozhodčí: Wyssling (Švýcarsko) |
| Rahn 12'                    | Report |            | Malmö Stadion, Malmö diváci: 20 000 rozhodčí: Wyssling (Švýcarsko) |

### Semifinále
| 24. června 1958 19:00 (SEČ) |        |                                     |                                                                    |
| Francie                     | 2 – 5  | Brazílie                            | Råsunda, Solna diváci: 27 000 rozhodčí: Benjamin Griffiths (Wales) |
| Fontaine 9' Piantoni 83'    | Report | Vavá 2' Didi 39' Pelé 52', 64', 75' | Råsunda, Solna diváci: 27 000 rozhodčí: Benjamin Griffiths (Wales) |

| 24. června 1958 19:00 (SEČ) |        |                                  |                                                            |
| SRN                         | 1 – 3  | Švédsko                          | Ullevi, Göteborg diváci: 50 000 rozhodčí: Zsolt (Maďarsko) |
| Schäfer 24'                 | Report | Skoglund 32' Gren 81' Hamrin 88' | Ullevi, Göteborg diváci: 50 000 rozhodčí: Zsolt (Maďarsko) |

### O bronz
| 28. června 1958 17:00 (SEČ)          |        |                                                       |                                                              |
| SRN                                  | 3 – 6  | Francie                                               | Ullevi, Göteborg diváci: 25 000 rozhodčí: Brozzi (Argentina) |
| Cieslarczyk 18' Rahn 52' Schäfer 84' | Report | Fontaine 16', 36', 78', 89' Kopa 27' (pen.) Douis 50' | Ullevi, Göteborg diváci: 25 000 rozhodčí: Brozzi (Argentina) |

### Finále
| 29. června 1958 15:00 (SEČ) |        |                                        |                                                                  |
| Švédsko                     | 2 – 5  | Brazílie                               | Råsunda, Solna diváci: 51 800 rozhodčí: Maurice Guigue (Francie) |
| Liedholm 4' Simonsson 80'   | Report | Vavá 9', 32' Pelé 55', 90' Zagallo 68' | Råsunda, Solna diváci: 51 800 rozhodčí: Maurice Guigue (Francie) |

## Vítěz
| Mistrovství světa ve fotbale 1958 Brazílie |